# Eleições gerais em Antígua e Barbuda em 2009
As eleições gerais antiguanas de 2009 foram realizadas em  12 de março. O Partido Progressista Unido foi o que obteve maior porcentagem de votos (51,1%), seguido do Partido Trabalhista de Antígua (47%).

## Resultados
| Partido                                | Votos  | %    | Assentos | +/– |
| -------------------------------------- | ------ | ---- | -------- | --- |
| United Progressive Party               | 21,239 | 50.7 | 9        | –3  |
| Antigua Labour Party                   | 19,657 | 46.9 | 7        | +3  |
| Barbuda People's Movement              | 474    | 1.1  | 1        | 0   |
| Organisation for National Development  | 119    | 0.28 | 0        | New |
| Independentes                          | 196    | 0.47 | 0        | 0   |
| Inválido / branco                      | 201    | –    | –        | –   |
| Total                                  | 41,886 | 100  | 17       | 0   |
| Registro de eleitores / comparecimento | 52,183 | 80.3 | –        | –   |
| Fonte: PDBA, IFES                      |        |      |          |     |